# 向东 (1968年)
向东（1968年1月—），男，汉族，重庆人，中华人民共和国政治人物。四川大学哲学系哲学专业毕业，大学学历，哲学学士。

## 生平
1986年9月，在四川大学哲学系学习。1990年6月加入中国共产党。1990年7月毕业后分配到四川省纪委杂志社工作。1991年起，历任四川省纪委党风室科员、办公厅副主任科员、纠风室主任科员，四川省纪委、省监察厅纠风室副主任，四川省纪委、省监察厅研究室主任等职。2003年9月，任中共四川省委办公厅秘书。2004年11月，任中共四川省委办公厅副主任。2005年12月，任中共南充市委常委，次年1月任南充市人民政府副市长、党组副书记。2012年1月，任中共南充市委副书记，市人民政府市长、党组书记。2016年2月，任四川省质量技术监督局党组书记、局长。
2013年，当选第十二届全国人民代表大会四川地区代表。